# Flore Forestière de la Cochinchine
Flore Forestière de la Cochinchine (abreviado Fl. Forest. Cochinch.) es un libro con ilustraciones y descripciones botánicas que fue escrito por el botánico y explorador francés Jean Baptiste Louis Pierre y publicado en Paris en cuatro volúmenes con 26 fascículos en los años 1880-1907.